# Piana di Albenga
La Piana di Albenga (Ciâna d'Arbénga in ligure), o Piana Ingàuna, è la più grande pianura della Liguria.
Prende il nome dalla città di Albenga.

## Caratteristiche

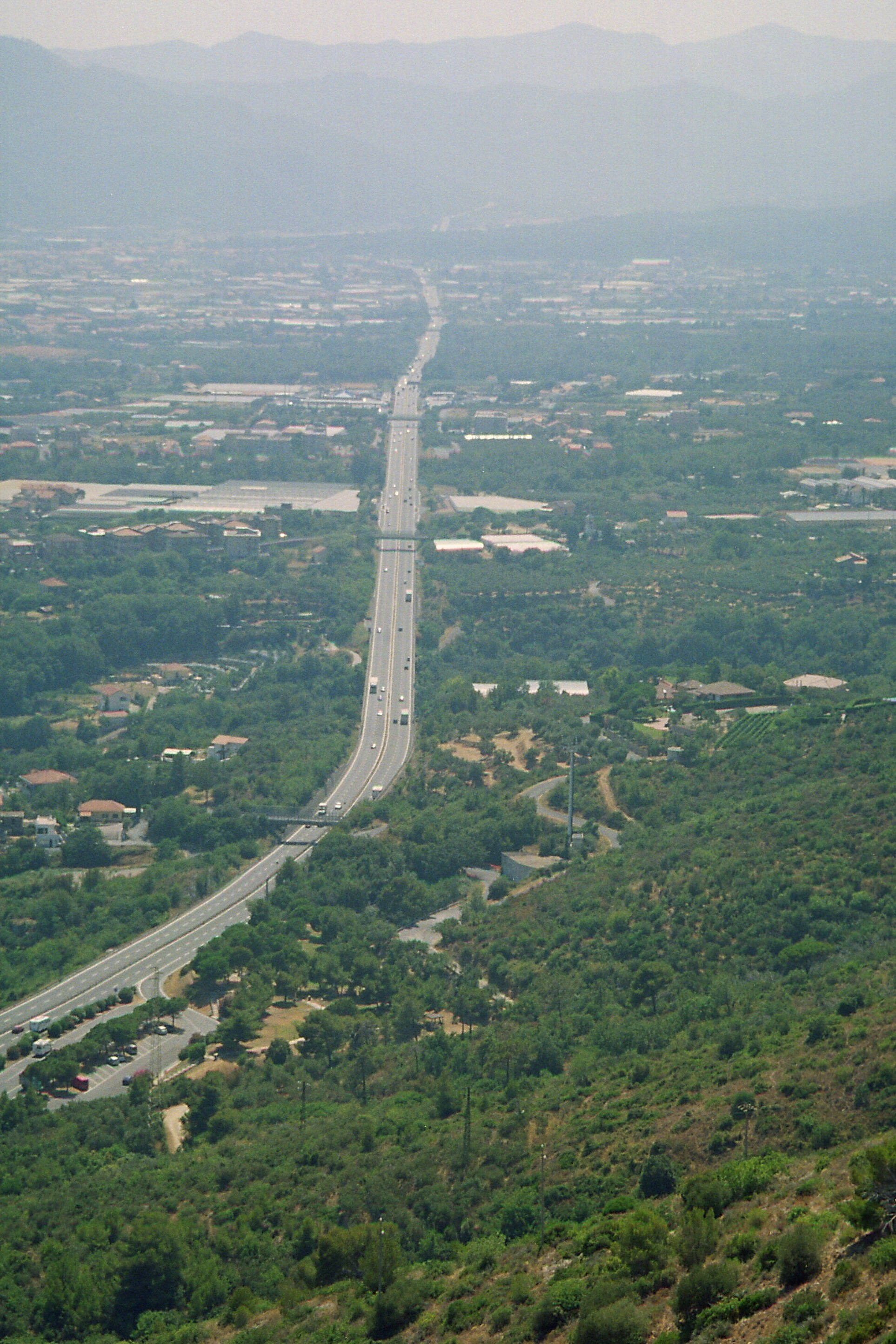
La A10 che attraversa la Piana di Albenga

La pianura è di origine alluvionale, essendo formata dai sedimenti dei torrenti Arroscia, Neva, Pennavaira che portarono alla formazione anche del fiume Centa.
La piana ha una superficie di circa 10 km2; è compresa tra i territori comunali di Ceriale, Cisano sul Neva, Ortovero e Albenga. Nel 1924 tutte le zone acquitrinose della piana ingauna vennero completamente bonificate. Caratteristiche ortofrutticole di questa zona pianeggiante ponentina sono le coltivazioni degli asparagi, del radicchio, della zucca, dei pomodori, dei carciofi (tipico del luogo è il carciofo spinoso di Albenga) e dell'ulivo.

## Comuni della Piana
- Albenga
- Ceriale
- Cisano sul Neva
- Ortovero
- Villanova d'Albenga
- Garlenda

## Prodotti tipici della Piana di Albenga
- Asparago violetto d'Albenga
- Carciofo spinoso d'Albenga
- Pomodoro cuor di bue
- Zucchina trombetta d'Albenga
- Pianta aromatica d'Albenga
- Vino Pigato